# Orkanger
Orkanger är en stad som utgör centralort i Orklands kommun (där bland annat före detta Orkdals kommun ingår) i Trøndelag fylke i Norge. Staden ligger där Orkladalen möter Orkdalsfjorden. Orkanger och grannorten Fannrem har växt samman till tätorten Orkanger/Fannrem. 1 januari 2015 hade man 7949 invånare och var därmed före detta Sør-Trøndelag fylkes näst största tätort efter Trondheim. Orkdals kommun gav Orkanger stadsstatus 1 juli 2014.

## Historia
Den norske industrimannen Christian Thams var med och startade Thamshavnbanen år 1908, och via den sedan år 1869 grundade Thamshavn skeppades stora mängder Svavelkis till Trondheim för vidare försäljning. Koppar- och svavelkisproduktionen var av stor vikt för tyskarna under andra världskriget. Därför utsattes järnbanan till gruvan för sabotage från Kompani Linge där bland annat transformatorstationen sprängdes 4 maj 1942, och lokomotivet sprängdes likaså 31 oktober 1943.
År 1920 delades Orkedal kommun med Orkedalsøren in i tre delar, Bårdshaug, Midtbygda och Øverbygda. Så småningom fick Midtbygda namnet Orkdal med Fannrem som centrum. Øverbygda fick namnet Orkland.
Det diskuterades mycket omkring namnbytet av Orkedalsøren. Förslag som Orkang, Thamshavn, Orkstad och Njardarvik lades fram. En viss Dr. Richter som själv kom från Orkedalsøren föreslog Orkangr, som efter en diskussionsrunda i den dåvarande kommunen blev till Orkanger. 18 röstade för Orkanger, medan 4 röstade för Orkang.
I slutet av 2013 togs initiativet att Orkdal skulle få stadsstatus. Frågan togs upp i kommunstyret redan i januari 2014 då en stark debatt huruvida Orkdal skulle bli en stadskommun eller om endast huvudorten Orkanger skulle få stadsstatus. Det avgjordes 29 maj samma år att Orkanger skulle bli stad från och med 1 juli 2014.
Orkanger blev 2020 huvudorten för den då nybildade kommunen Orkland, som bildades genom sammanläggning av flera mindre kommuner.

## Samhälle

### Kommunikationer
Järnvägssträckan Thamshavnbanen går mellan Orkanger och Løkken Verk i Meldal. Järnbanan fraktade tidigare framförallt malm från gruvan på Løkken Verk, men används idag endast som museum.
Orkanger ligger 42 kilometer sydväst om Trondheim. Restiden mellan de två orterna minskade då en ny sträcka av E39 öppnades den 30 juni 2005. Den nya E39-sträckan är en motorväg som ersatte en trafikfarlig och kurvig vägsträcka längs Børsaberga.

### Skolor

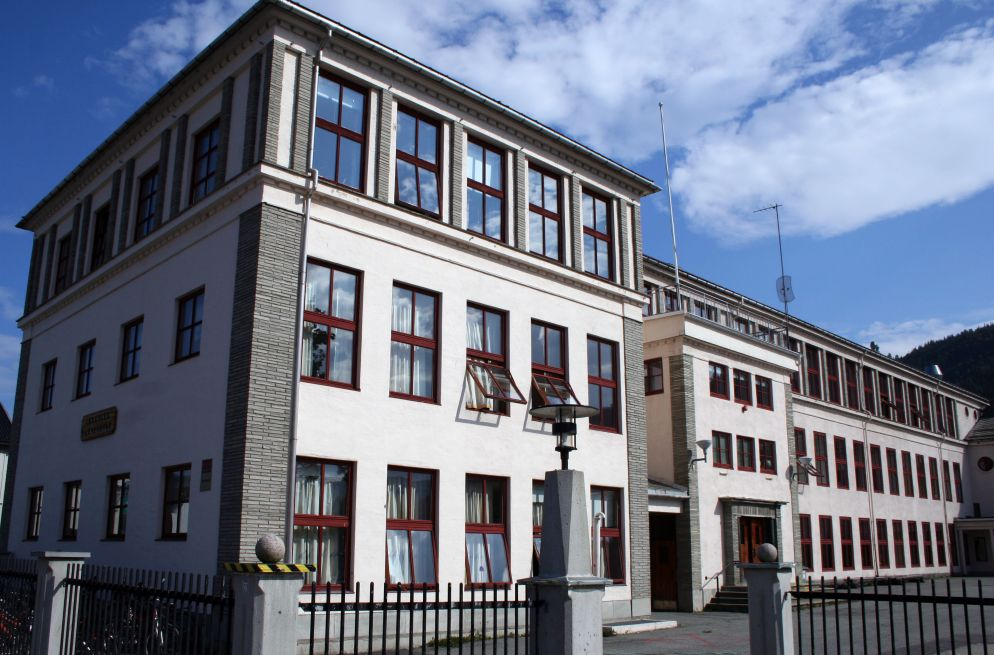
Orkanger Barneskole

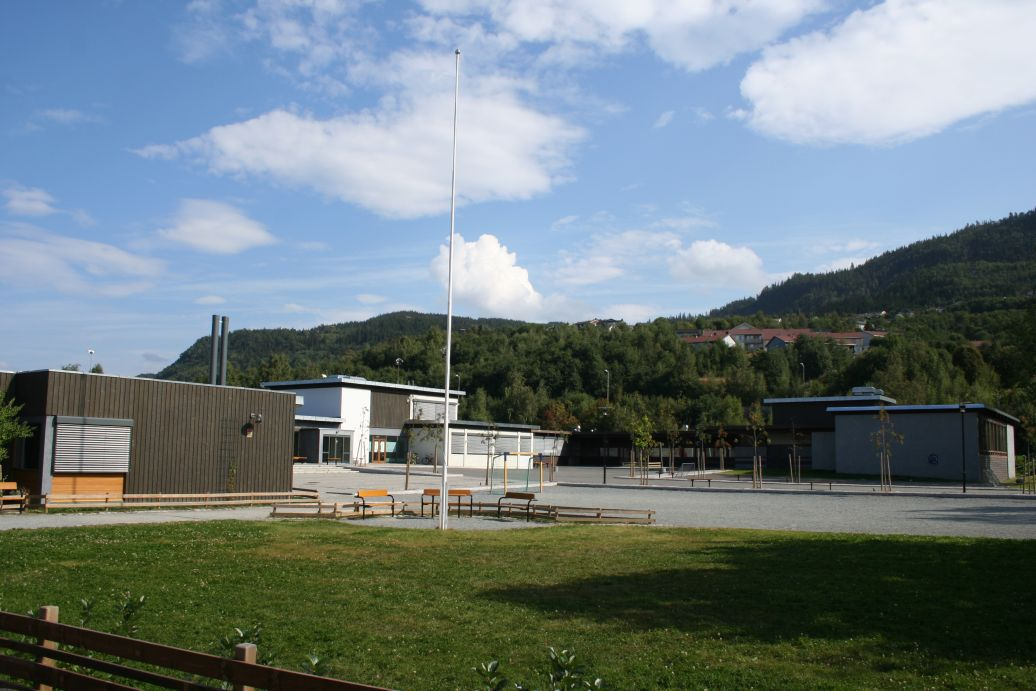
Orkanger Ungdomsskole

I Orkanger centrum ligger grundskolan, uppdelad i Orkanger Barneskole (första till sjunde klass) och Orkanger Ungdomsskole (åttonde till tionde klass).
Den första skolan i Orkanger startades år 1828. Efter en flytt stod en ny skola färdig år 1877. Antalet elever ökade, och behovet av en ny skolbyggnad uppstod. Detta skedde 1901. Sedan inleddes dock en tid med industrialisering och stor expansion av Orkanger, vilket givetvis ökade antalet elever, som nu var 350 till antalet. Därför var en ny och större skolbyggnad nödvändig. Dagens Orkanger Barneskole stod färdig år 1939. Vidare byggnationer har sedan skett år 1986 och 1996.
Orkanger Ungdomsskole startades ursprungligen som realskola 1955, men är sedan 1969 en ungdomsskola. Den nya Orkanger ungdomsskole stod färdig 2005.
Orkdal vidaregåande skole är ett gymnasium söder om Orkanger centrum. Skolan ligger där Follo gård tidigare låg, och flera av dessa byggnader finns fortfarande kvar och används i undervisningsändamål. Skolan kallas i folkmun för Follo. Follo etablerades år 1923 som ett landsgymnasium och har idag cirka 500 elever.

## Näringsliv
Orkanger är en av de viktigaste industriknutpunkterna i regionen Midt-Norge. Industrin ligger huvudsakligen i området Grønøra, väst om älvmynningen till älven Orkla. De största verksamheterna på området är Technip Offshore Norge AS, Reinertsen, Washington Mills och smältverket Elkem Thamshavn AS.

## Galleri

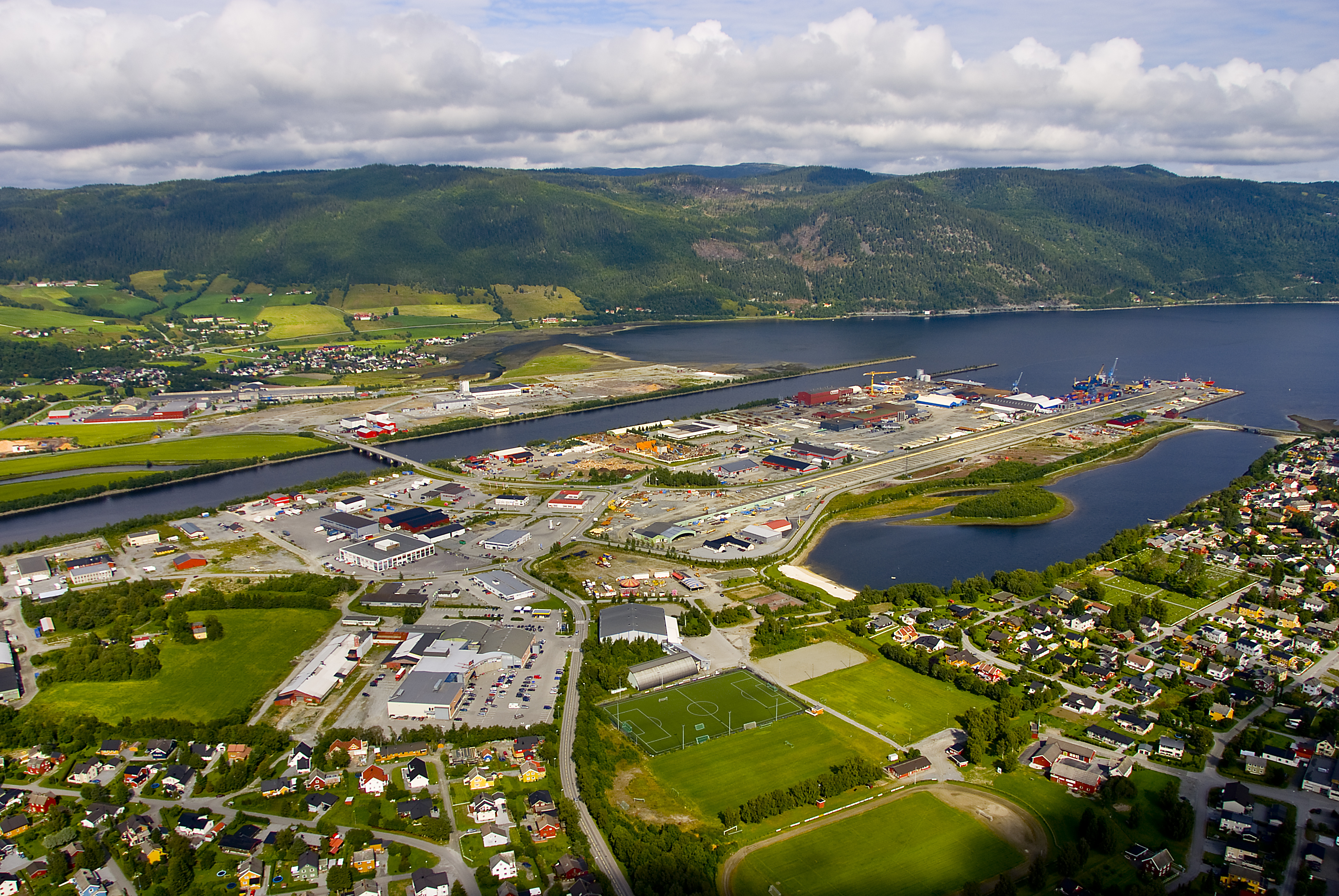
Orkanger sett mot nordväst.
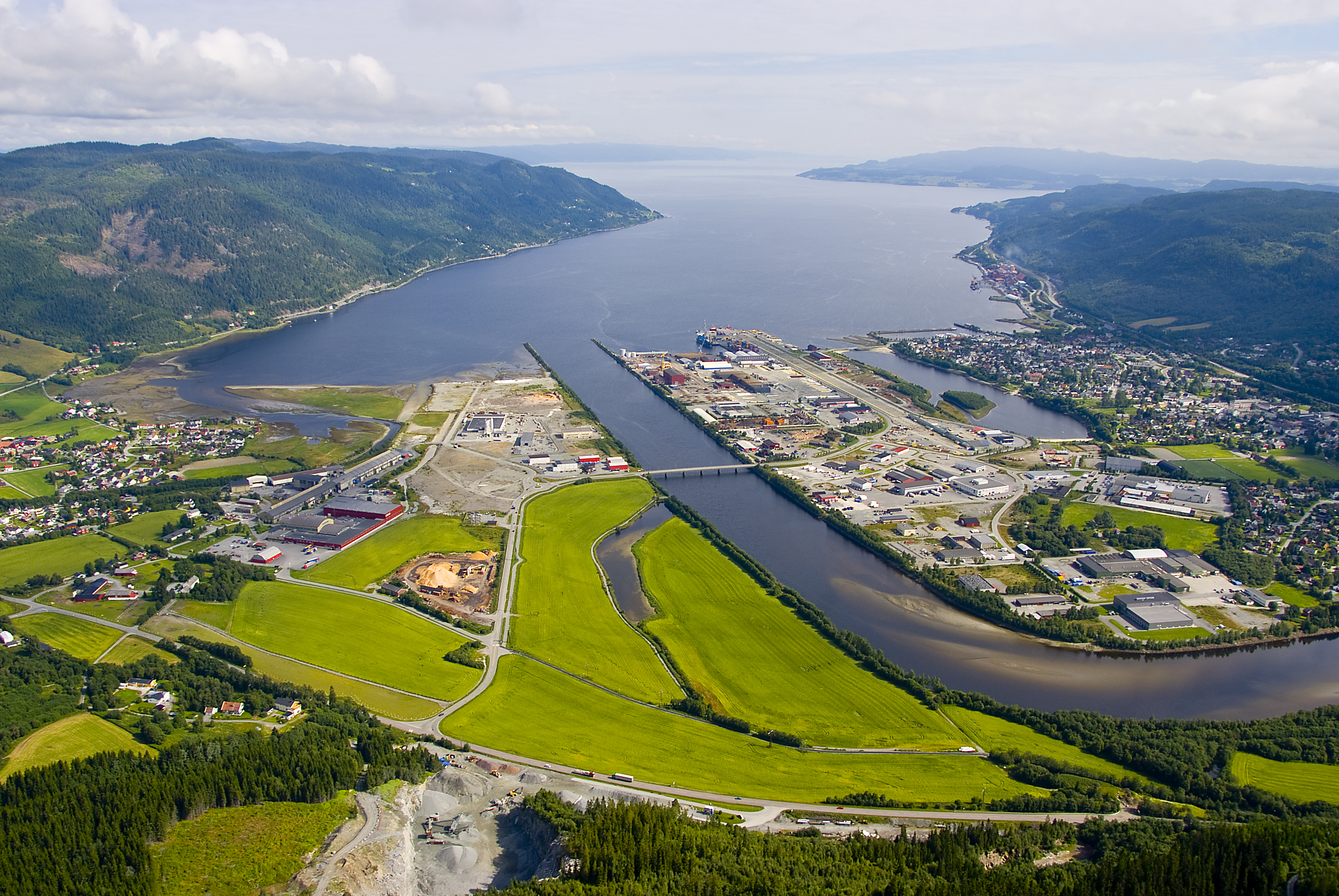
Orkanger sett mot nord, med Orkdalsfjorden i bakgrunden.
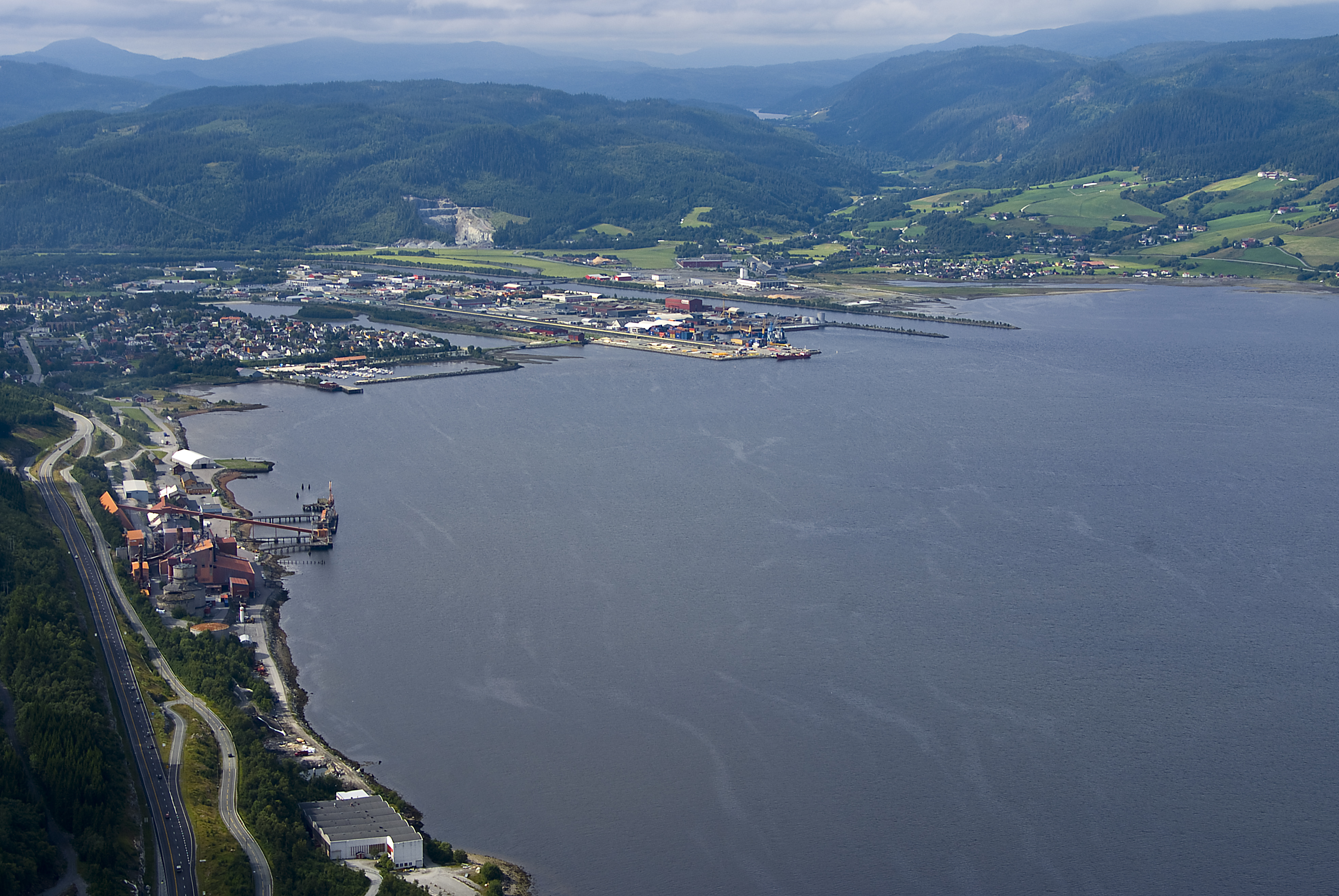
Orkanger sett mot sydväst.
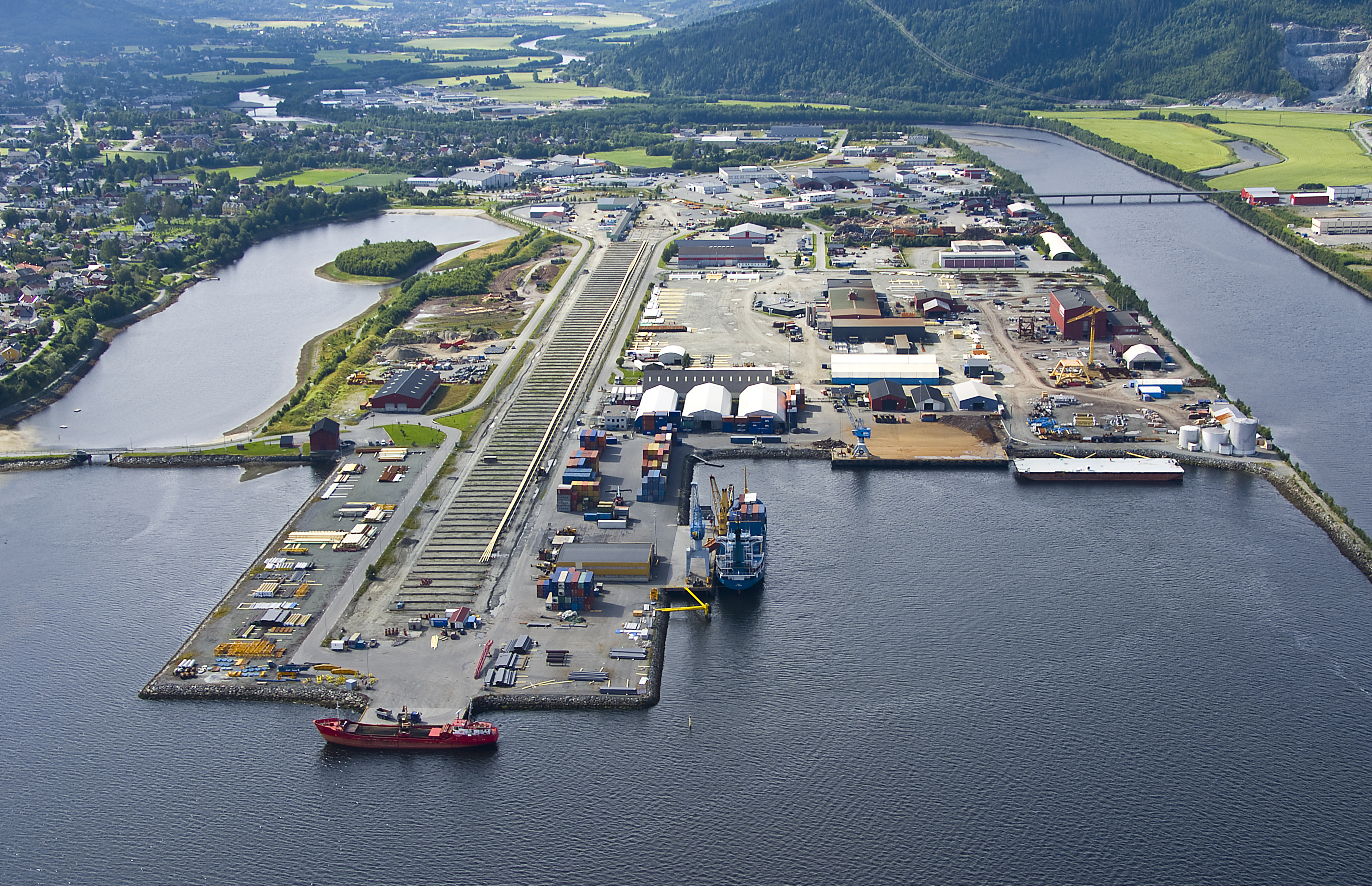
Orkanger hamn och industriområdet Grønøra.

Orkanger sett från fjordsidan. Thamshavns anläggningar till vänster och Grønøra med Orklas utlopp i Orkdalsfjorden mitt i bilden.